# Coupe de France i handboll
Coupe de France (Coupe de France masculine de handball, eller Coupe de France féminine de handball) är en årlig fransk handbollscup, som anordnades för första gången av Franska handbollsförbundet 1956 för herrar, och 1984 för damer.

## Herrar

### Vinnare
| Säsong                               | Vinnare                                                       | Tvåa                                                          | Resultat                                                      |
| ------------------------------------ | ------------------------------------------------------------- | ------------------------------------------------------------- | ------------------------------------------------------------- |
| 1956/57                              | ASPOM Bordeaux                                                | AC Boulogne-Billancourt                                       | 26–18                                                         |
| Arrangerades ej mellan 1958 och 1975 |                                                               |                                                               |                                                               |
| 1975/76                              | SMUC Marseille                                                | Villemomble-Sports                                            | 16–14                                                         |
| Arrangerades ej 1976/77              |                                                               |                                                               |                                                               |
| 1977/78                              | Stella Saint-Maur                                             | ES Saint-Martin-d’Hères                                       | 16–15                                                         |
| Arrangerades ej mellan 1978 och 1984 |                                                               |                                                               |                                                               |
| 1984/85                              | USAM Nîmes Gard                                               | USM Gagny                                                     | 23–19                                                         |
| 1985/86                              | USAM Nîmes Gard                                               | US Ivry Handball                                              | 24–19                                                         |
| 1986/87                              | USM Gagny                                                     | US Créteil Handball                                           | 27–20                                                         |
| Arrangerades ej 1987/88              |                                                               |                                                               |                                                               |
| 1988/89                              | US Créteil Handball                                           | USAM Nîmes Gard                                               | 13–11                                                         |
| 1989/90                              | Girondins de Bordeaux HBC                                     | USM Gagny                                                     | 23–21                                                         |
| 1990/91                              | HB Venissieux 85                                              | US Dunkerque                                                  | 26–16 23–19                                                   |
| 1991/92                              | Vénissieux handball                                           | OM Vitrolles                                                  | 24–20                                                         |
| 1992/93                              | OM Vitrolles                                                  | US Créteil Handball                                           | 32–22                                                         |
| 1993/94                              | USAM Nîmes Gard                                               | Livry-Gargan Handball                                         | 27–13                                                         |
| 1994/95                              | OM Vitrolles                                                  | SC Sélestat                                                   | 19–19 26–21                                                   |
| 1995/96                              | US Ivry Handball                                              | OM Vitrolles                                                  | 30–22                                                         |
| 1996/97                              | US Créteil Handball                                           | US Ivry Handball                                              | 19–18                                                         |
| 1997/98                              | Spacer's Toulouse                                             | Montpellier Handball                                          | 27–20                                                         |
| 1998/99                              | Montpellier Handball                                          | Spacer's Toulouse                                             | 26–21                                                         |
| 1999/00                              | Montpellier Handball                                          | Dunkerque HBGL                                                | 21–16                                                         |
| 2000/01                              | Montpellier Handball                                          | PSG-Asnières                                                  | 30–26                                                         |
| 2001/02                              | Montpellier Handball                                          | SO Chambéry                                                   | 23–22                                                         |
| 2002/03                              | Montpellier Handball                                          | US Créteil Handball                                           | 21–20                                                         |
| Arrangerades ej 2003/04              |                                                               |                                                               |                                                               |
| 2004/05                              | Montpellier Handball                                          | Chambéry Savoie HB                                            | 31–22                                                         |
| 2005/06                              | Montpellier Handball                                          | US Ivry Handball                                              | 28–27                                                         |
| 2006/07                              | Paris Handball                                                | Pays d'Aix UCH                                                | 28–21                                                         |
| 2007/08                              | Montpellier AHB                                               | Paris Handball                                                | 28–26                                                         |
| 2008/09                              | Montpellier AHB                                               | Chambéry Savoie HB                                            | 33–25                                                         |
| 2009/10                              | Montpellier AHB                                               | Tremblay-en-France HB                                         | 33–25                                                         |
| 2010/11                              | Dunkerque HBGL                                                | Chambéry Savoie HB                                            | 25–25 (3–2 e.str.)                                            |
| 2011/12                              | Montpellier AHB                                               | US Ivry Handball                                              | 29–25                                                         |
| 2012/13                              | Montpellier AHB                                               | Paris Saint-Germain HB                                        | 35–28                                                         |
| 2013/14                              | Paris Saint-Germain HB                                        | Chambéry Savoie HB                                            | 31–27                                                         |
| 2014/15                              | Paris Saint-Germain HB                                        | HBC Nantes                                                    | 32–26                                                         |
| 2015/16                              | Montpellier HB                                                | Paris Saint-Germain HB                                        | 39–32                                                         |
| 2016/17                              | HBC Nantes                                                    | Montpellier HB                                                | 37–32                                                         |
| 2017/18                              | Paris Saint-Germain HB                                        | USAM Nîmes Gard                                               | 32–26                                                         |
| 2018/19                              | Chambéry Savoie HB                                            | Dunkerque HBGL                                                | 31–21                                                         |
| 2019/20                              | Ställdes in vid semifinalerna på grund av Coronaviruspandemin | Ställdes in vid semifinalerna på grund av Coronaviruspandemin | Ställdes in vid semifinalerna på grund av Coronaviruspandemin |
| 2020/21                              | Paris Saint-Germain HB                                        | Montpellier HB                                                | 30–26                                                         |
| 2021/22                              | Paris Saint-Germain HB                                        | HBC Nantes                                                    | 36–31                                                         |
| 2022/23                              | HBC Nantes                                                    | Montpellier HB                                                | 39–33                                                         |
| 2023/24                              | HBC Nantes                                                    | Paris Saint-Germain HB                                        | 31–23                                                         |
| 2024/25                              | Montpellier HB                                                | Paris Saint-Germain HB                                        | 36–35                                                         |

### Statistik
| #     | Klubb                     | Vinnare | Vinnare                                                                            |
| #     | Klubb                     | Antal   | Årtal                                                                              |
| ----- | ------------------------- | ------- | ---------------------------------------------------------------------------------- |
| 1     | Montpellier HB            | 14      | 1999, 2000, 2001, 2002, 2003, 2005, 2006, 2008, 2009, 2010, 2012, 2013, 2016, 2025 |
| 2     | Paris Saint-Germain HB    | 6       | 2007, 2014, 2015, 2018, 2021, 2022                                                 |
| 3     | USAM Nîmes Gard           | 3       | 1985, 1986, 1994                                                                   |
| 3     | HBC Nantes                | 3       | 2017, 2023, 2024                                                                   |
| 5     | US Créteil Handball       | 2       | 1989, 1997                                                                         |
| 5     | OM Vitrolles              | 2       | 1993, 1995                                                                         |
| 5     | Vénissieux handball       | 2       | 1991, 1992                                                                         |
| 8     | Chambéry Savoie HB        | 1       | 2019                                                                               |
| 8     | US Ivry HB                | 1       | 1996                                                                               |
| 8     | Dunkerque HGL             | 1       | 2011                                                                               |
| 8     | USM Gagny                 | 1       | 1987                                                                               |
| 8     | Spacer's de Toulouse      | 1       | 1998                                                                               |
| 8     | ASPOM Bordeaux            | 1       | 1957                                                                               |
| 8     | SMUC Marseille            | 1       | 1976                                                                               |
| 8     | Stella Saint-Maur         | 1       | 1978                                                                               |
| 8     | Girondins de Bordeaux HBC | 1       | 1990                                                                               |
| Total | Total                     | 41      | 1957–2025                                                                          |

## Damer

### Vinnare
| Säsong                               | Vinnare                                                       | Tvåa                                                          | Resultat                                                      |
| ------------------------------------ | ------------------------------------------------------------- | ------------------------------------------------------------- | ------------------------------------------------------------- |
| 1984/85                              | USM Gagny                                                     | ASUL Vaulx-en-Velin                                           | 23–14                                                         |
| 1985/86                              | Stade Français / Issy-les-Moulineaux                          | ES Besançon                                                   | 13–11                                                         |
| 1986/87                              | Stade Français / Issy-les-Moulineaux                          | ASPTT Metz                                                    | 21–19                                                         |
| Arrangerades ej mellan 1988 och 1989 |                                                               |                                                               |                                                               |
| 1989/90                              | ASPTT Metz                                                    | USM Gagny                                                     | 19–19 15–15                                                   |
| Arrangerades ej 1990/91              |                                                               |                                                               |                                                               |
| 1991/92                              | USM Gagny                                                     | ASPTT Metz                                                    | 25–25 22–21                                                   |
| 1992/93                              | USM Gagny                                                     | ASPTT Metz                                                    | 19–15                                                         |
| 1993/94                              | ASPTT Metz                                                    | USM Gagny                                                     | 20–19                                                         |
| Arrangerades ej mellan 1995 och 1997 |                                                               |                                                               |                                                               |
| 1997/98                              | ASPTT Metz                                                    | ES Besançon                                                   | 25–23                                                         |
| 1998/99                              | ASPTT Metz                                                    | HBC Nîmes                                                     | 21–16                                                         |
| Arrangerades ej 1999/2000            |                                                               |                                                               |                                                               |
| 2000/01                              | ES Besançon                                                   | Metz Handball                                                 | 28–23                                                         |
| 2001/02                              | ES Besançon                                                   | Cercle Dijon Bourgogne                                        | 25–22                                                         |
| 2002/03                              | ES Besançon                                                   | HBC Nîmes                                                     | 29–21                                                         |
| Arrangerades ej 2003/04              |                                                               |                                                               |                                                               |
| 2004/05                              | ES Besançon                                                   | Metz Handball                                                 | 23–20                                                         |
| 2005/06                              | Le Havre AC Handball                                          | US Mios-Biganos                                               | 31–29                                                         |
| 2006/07                              | Le Havre AC Handball                                          | Cercle Dijon Bourgogne                                        | 23–21                                                         |
| Arrangerades ej 2007/08              |                                                               |                                                               |                                                               |
| 2008/09                              | US Mios-Biganos                                               | Metz Handball                                                 | 29–28                                                         |
| 2009/10                              | Metz Handball                                                 | Le Havre AC Handball                                          | 27–23                                                         |
| 2010/11                              | Toulon Saint-Cyr                                              | HBC Nîmes                                                     | 26–24                                                         |
| 2011/12                              | Toulon Saint-Cyr                                              | Le Havre AC Handball                                          | 25–20                                                         |
| 2012/13                              | Metz Handball                                                 | Cercle Dijon Bourgogne                                        | 37–29                                                         |
| 2013/14                              | CJF Fleury Loiret                                             | Issy Paris Hand                                               | 20–18                                                         |
| 2014/15                              | Metz Handball                                                 | HBC Nîmes                                                     | 24–24 (4–2 e.str.)                                            |
| 2015/16                              | Brest Bretagne HB                                             | Toulon Saint-Cyr Var Handball                                 | 25–16                                                         |
| 2016/17                              | Metz Handball                                                 | Issy Paris Hand                                               | 33–29                                                         |
| 2017/18                              | Brest Bretagne HB                                             | Toulon Saint-Cyr Var Handball                                 | 30–21                                                         |
| 2018/19                              | Metz Handball                                                 | Brest Bretagne HB                                             | 34–24                                                         |
| 2019/20                              | Ställdes in vid semifinalerna på grund av Coronaviruspandemin | Ställdes in vid semifinalerna på grund av Coronaviruspandemin | Ställdes in vid semifinalerna på grund av Coronaviruspandemin |
| 2020/21                              | Brest Bretagne HB                                             | Nantes Atlantique HB                                          | 37–33                                                         |
| 2021/22                              | Metz HB                                                       | ESBF Besançon                                                 | 33–23                                                         |
| 2022/23                              | Metz HB                                                       | Paris 92                                                      | 37–24                                                         |
| 2023/24                              | Metz HB                                                       | JDA Dijon Bourgogne Handball                                  | 29–20                                                         |

### Statistik
| #     | Klubb                                | Vinnare | Vinnare                                                                |
| #     | Klubb                                | Antal   | Årtal                                                                  |
| ----- | ------------------------------------ | ------- | ---------------------------------------------------------------------- |
| 1     | Metz HB                              | 12      | 1990, 1994, 1998, 1999, 2010, 2013, 2015, 2017, 2019, 2022, 2023, 2024 |
| 2     | ES Besançon                          | 4       | 2001, 2002, 2003, 2005                                                 |
| 3     | USM Gagny                            | 3       | 1985, 1992, 1993                                                       |
| 3     | Brest Bretagne HB                    | 3       | 2016, 2018, 2021                                                       |
| 5     | Le Havre AC                          | 2       | 2006, 2007                                                             |
| 5     | Toulon Saint-Cyr                     | 2       | 2011, 2012                                                             |
| 5     | Stade Français / Issy-les-Moulineaux | 2       | 1986, 1987                                                             |
| 8     | Mios Biganos Handball                | 1       | 2009                                                                   |
| 8     | CJF Fleury Loiret                    | 1       | 2014                                                                   |
| Total | Total                                | 29      | 1985-2023                                                              |